# Biflagellospora japonica
Biflagellospora japonica är en svampart som beskrevs av Matsush. 1975. Biflagellospora japonica ingår i släktet Biflagellospora, divisionen sporsäcksvampar och riket svampar.   Inga underarter finns listade i Catalogue of Life.